# Marbeuf
Marbeuf település Franciaországban, Eure megyében. Lakosainak száma 487 fő (2022. január 1.). Marbeuf Cesseville, Crosville-la-Vieille, Iville és Saint-Aubin-d’Écrosville községekkel határos.

## Népesség
A település népességének változása:
| Lakosok száma | 208  | 263  | 258  | 340  | 420  | 445  | 461  | 462  | 471  | 487  |
|               | 1968 | 1982 | 1990 | 2006 | 2013 | 2015 | 2017 | 2019 | 2020 | 2022 |